# 尼歐加 (伊利諾伊州)
尼歐加（英語：Neoga）是一個位於美國伊利諾伊州坎伯蘭縣的城市。

## 地理
尼歐加的座標為39°19′18″N 88°27′08″W / 39.32167°N 88.45222°W，而該地的平均海拔高度為199米（即653英尺）。

## 人口
根據2010年美國人口普查的數據，尼歐加的面積為3.70平方千米，當中陸地面積為3.70平方千米，而水域面積為0.00平方千米。當地共有人口1636人，而人口密度為每平方千米442.16人。